# کروموزوم حلقوی

همانندسازی دی‌ان‌ای به‌صورت دوطرفه با ایجاد دو چنگال همانندسازی در مبدأ آغاز می‌شود. هر نیمی از کروموزوم، توسط یکی از چنگال‌ها همانندسازی می‌شود که به هر یک از این مجموعه‌ها یک "replichore" گفته می‌شود. (طرح گرافیکی تهیه شده توسط دانیل یوئن)

کروموزوم حلقوی یا کروموزوم دایره‌ای (به انگلیسی: Circular Chromosome)، کروموزوم موجود در باکتری‌ها، آرکی‌ها، میتوکندری و کلروپلاست‌ها است که برخلاف کروموزوم‌های خطی سلول‌های یوکاریوت، به شکل مولکولی از دی‌ان‌ای به‌شکل دایره یا حلقوی است.
کروموزوم در پروکاریوت‌ها معمولاً حلقوی بوده و این کروموزوم‌ها فاقد سرهای آزاد دی‌ان‌ای هستند. وجود سرهای آزاد دی‌ان‌ای معمولاً چالش‌های مهمی را برای سلول‌های یوکاریوت به‌خصوص در زمان همانندسازی ایجاد می‌کند. کروموزوم‌های حلقوی دارای سرهای آزاد نیستند اما آن‌ها نیز چالش‌هایی در زمان همانندسازی برای سلول‌های پروکاریوت ایجاد می‌کنند. این کروموزوم‌ها ممکن است پس از تکثیر و همانندسازی، به یکدیگر پیوسته یا در هم پیچیده باقی بمانند؛ بنابراین سلول‌های پروکاریوت نیز دارای مکانیسم‌هایی برای حل این مشکلات هستند.

## همانندسازی

همانندسازی دوطرفه در یک کروموزوم حلقوی

تکثیر کروموزوم‌های حلقوی به نحو مناسبی در باکتری‌های اشریشیا کلی و باسیلوس سوبتیلیس مطالعه شده‌است. همانندسازی این کروموزوم‌ها در سه مرحلهٔ اصلی آغاز (Initiation)، طویل شدن (Elongation) و پایان (Termination) انجام می‌شود.